# 北海道道826号丸松線
北海道道826号丸松線（ほっかいどうどう826ごう まるまつせん）は、北海道天塩郡遠別町内を結ぶ一般道道（北海道道）である。冬期通行止め区間がある。

## 概要

### 路線データ
- 起点：北海道天塩郡遠別町字丸松
- 終点：北海道天塩郡遠別町字丸松（国道232号交点）
- 総延長：4.288 km
- 実延長：4.277 km
- 重用延長：0.011 km

### 道路管理者
- 留萌振興局 留萌建設管理部 遠別出張所

## 歴史
- 1974年（昭和49年）3月31日 - 路線認定[1]。

## 路線状況

### 冬期交通規制（通行止め）
- 遠別町字丸松343-1 - 遠別町字丸松248-5
区間延長：2.1 km

### 道路施設

#### 主な橋梁
- 円満橋（14 m、パロマウツナイ川、遠別町字丸松）

## 地理

### 通過する自治体
- 留萌振興局
  - 天塩郡遠別町

### 交差する道路
遠別町
- 国道232号 - 字丸松（終点）

### 沿線にある施設など
遠別町
- 遠別町郷土資料館